# I Puffi - A Christmas Carol
I Puffi - A Christmas Carol (The Smurfs: A Christmas Carol) è un film cortometraggio d'animazione del 2011, basato sul celebre racconto Canto di Natale di Charles Dickens e il sequel del film I Puffi. In questo film è stata combinata la tecnica dell'animazione in CGI con quella in 2D.
In Italia è stato trasmesso su Sky Primafila, ininterrottamente dal 24 dicembre al 26 dicembre 2011 e in alta definizione su Sky On Demand; in seguito è stato replicato sull'emittente K2.

## Trama
I Puffi sono prossimi alla celebrazione del Natale. Tutti sono entusiasti dalla ricorrenza, tranne Puffo Brontolone che al contrario la odia. Grande Puffo cercherà di farglielo apprezzare tramite un incantesimo, grazie al quale gli farà incontrare tre spiriti che gli mostreranno i suoi giorni di Natale Passato, Presente e Futuro. 
Quando quella notte incontra il primo spirito, con le sembianze di Puffetta, viene trasportato indietro nel tempo. Qui si scopre che Brontolone ha sempre chiesto per Natale un deltaplano, ma Grande Puffo gli ha sempre regalato solo un semplice cappello. La storia va avanti fino al Natale dell'anno precedente, cioè quando Brontolone decide di odiare il Natale. Puffetta cerca invano di convincerlo del fatto che non sono i regali che fanno del Natale un periodo magico, ma dell'avere una famiglia che ti vuole bene. 
Per una serie di imprevisti Brontolone viene catapultato nel Presente, dove incontra il secondo spirito, uguale a Quattrocchi, che gli fa vedere come il suo odio per il Natale può avere conseguenze catastrofiche. Puffo Tontolone decide di mettere la stella in cima all'albero, compito che era sempre stato di Brontolone prima che si rifiutasse di festeggiare il Natale. Com'era prevedibile, Tontolone inciampa e fa volare la stella sulle luci, che si spaccano fino a finire in mille pezzi. Una volta arrivate fino all'albero, questo va a fuoco. Inventore lo spegne con un secchio d'acqua. L'albero di Natale è stato distrutto, e con lui anche le luci. Quattrocchi porta Brontolone nella casa fungo di Grande Puffo, che sta cucendo cappelli nuovi per tutti i Puffi. Brontolone scopre che è lui in persona a farli uno per uno, con delle caratteristiche particolari per ogni Puffo. Ad esempio, quello per il Puffo Sarto ha un portaspilli incorporato, mentre quello per Golosone ha due piccole tasche sul retro per fare scorta di puffragole mature. Brontolone viene assalito da un terribile senso di colpa e cerca di chiedere scusa a Grande Puffo, che però non lo può sentire. 
Quattrocchi sparisce, lasciando spazio al terzo e ultimo spirito, uguale a Forzuto, che gli mostra che cosa sarebbe successo il giorno dopo. Brontolone scopre che i suoi fratelli Puffi sono andati nella Foresta Occidentale a cercare un albero di Natale che gli possa piacere per convincerlo a festeggiare il Natale con loro e corre subito a cercarli. In mezzo alla foresta, riesce a trovare soltanto un albero tagliato e caduto per terra, circondato da oggetti appartenenti ai suoi fratelli. Improvvisamente, intorno a Brontolone appare la casa di Gargamella, che è riuscito a catturare tutti i Puffi. Vedendolo, il mago malvagio e il suo gatto Birba lo inseguono facendolo cadere nel pentolone, mentre lui urla disperatamente che può cambiare.
Brontolone si risveglia e si mette subito al lavoro per decorare l'albero di Natale. Vedendolo, gli altri Puffi restano sbalorditi. Brontolone allora spiega che è stato un vero egoista ad attribuire l'importanza del Natale ai regali e non alla famiglia, e che per brontolare c'è tutto l'anno. Allora abbraccia il Grande Puffo, che gli regala di nuovo un cappello, sottolineando di averlo fatto apposta per lui. Salito sulla scala per mettere la stella in cima all'albero, Brontolone riflette su quelle parole e si lancia nel vuoto intuendo che il suo cappello si gonfia con l'aria e funziona come un deltaplano.

## Personaggi presenti nel film
Il protagonista del cartone è Puffo Brontolone, attorno al quale fanno da comprimari Grande Puffo, Puffetta, Quattrocchi e Forzuto. I loro personaggi appaiono sia in 2D che in 3D assieme a quelli di Inventore, Tontolone, Puffo Cuoco e Puffo Vanitoso. Solo nelle sequenze 2D si vedono anche Burlone, Gargamella e Birba. Golosone e Sarto vengono nominati dal Grande Puffo.

## Distribuzione
Il cortometraggio è stato incluso nel triplo e nel doppio blu ray ed anche, nel doppio DVD del film I Puffi, nelle loro edizioni speciali e limitate, distribuite per il solo circuito della catena Mediaworld. Non è presente nelle edizioni "standard".